# Svärdsjö kyrka

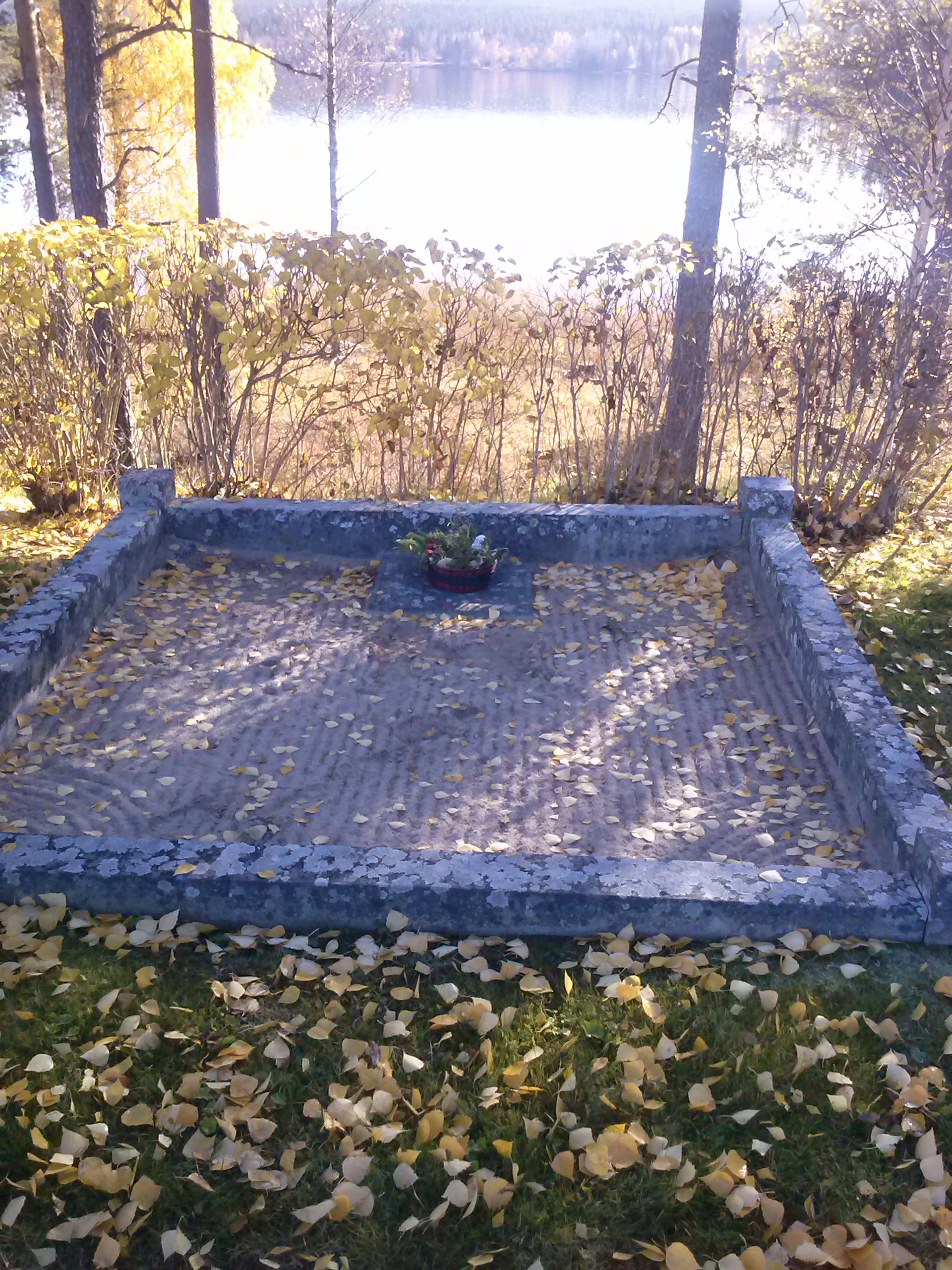
Kyrkan och kyrkogården ligger utefter Svärdsjön

Svärdsjö kyrka ligger cirka 1 km norr om tätorten Svärdsjö (Borgärdet). Den är församlingskyrka i Svärdsjö församling i Västerås stift. 

## Historia
Kyrkan är enligt en tradition som nedteckandes på 1600-talet uppförd 1213, men det råder viss osäkerhet om huruvida den första kyrkan verkligen låg på den nuvarande kyrkplatsen. Under 1300-talet uppfördes en stenkyrka, som stod färdig 1405, och vars storlek motsvarar den nuvarande kyrkans två östligaste travéer. Valven slogs dock först under 1400-talets senare hälft, och försedda med takmålningar från slutet av 1400-talet. Takmålningarna kalkades troligen över på sent 1600-tal och togs fram 1906.
Taklagets äldsta delar är troligen från 1300‐talet eller tidigt 1400‐tal. I långhuset finns 34 gotiska takstolar, varav tio stycken eventuellt är kopior av medeltida takstolar. De ursprungliga takstolarna är resta innan kyrkans gavlar murades, vilket visar att de är samtida med kyrkobyggnaden. Genom behuggningen i virket på de äldsta takstolarna går det att se att minst två olika timmermän deltog i arbete, varav en var vänsterhänt.
Kyrkan utvidgades i flera omgångar under 1600- och 1700-talen. Dess nuvarande form och torn fick kyrkan 1873. Kyrkan restaurerades 1920-1921 under ledning av Sigurd Curman. Den senaste förändringen skedde år 2000 då värmesystemet byggdes om från direktverkande el till vattenburen sjövärme med gasolspets.
På östra taknocken finns två förgyllda kronor. Den nedre har en inskription på latin: GUSTAVUS I REX SVECIAE och den övre följande inskrift: CHRISTINA REGIA SVECIAE. Kronorna är skänkta för att hugfästa Gustav Vasas minne, då flera episoder från Gustav Vasas flykt från danskarna har förlagts till Svärdsjö.

## Inventarier
- Dopfunten är från 1200-talet och används än i dag.
- Altaruppsatsen gjord av Erich Bergman 1716.[9]
- Triumfkrucifix från slutet av 1400-talet.[9]
- Predikstol från mitten av 1600-talet.[9]

### Orglar
- 1623 fanns en orgel i kyrkan. Man tror att kyrkans äldsta orgel var från medeltiden.
- 1644 bygger Petter Hansson Thel, Gävle en orgel med 6 stämmor.
- 1738 bygger Daniel Stråhle en orgel med 10 stämmor för 2300 daler.

| Manual         |
| Qvintadena 8'  |
| Principal 4'   |
| Gedackt 4'     |
| Kvinta 3'      |
| Oktava 2'      |
| Sesquialtera 2 |
| Scharf 3       |
| Trumpet 8'     |
| Trumpet 4'     |
| Vox humana     |

- Omändrad 1774 och 1808 av Fredrik Salling, Svärdsjö då den flyttades till västläktaren och 1872 av G W Becker, Alfta. Innerverket på orgeln flyttades 1906 till Bingsjö kyrka.
- 1906 byggdes en orgel av Åkerman & Lund, Stockholm med 14 stämmor, två manualer och pedal.
- 1943 byggde Åkerman & Lund, Sundbybergs stad en orgel med 23 stämmor, två manualer och pedal.
- Den nuvarande orgeln är byggd 1978 av Olof Hammarberg, Göteborg och har mekanisk traktur och elektrisk registratur. Den har fria och fasta kombinationer och cymbelstjärna. Fasaden är från 1738 års orgel med ljudande fasadpipor.[11]

| Huvudverk I         | Svällverk II        | Pedal          | Koppel |
| Principal 8´        | Rörflöjt 8´         | Subbas 16´     | I/P    |
| Flûte harmonique 8´ | Gamba 8´            | Kvinta 10 2/3´ | II/P   |
| Gedakt 8´           | Voix céleste 8´     | Gedaktbas 8´   | II/I   |
| Oktava 4´           | Principal 4'        | Pommer 4´      |        |
| Rörflöjt 4'         | Flûte octaviante 4' | Mixtur III     |        |
| Oktava 2'           | Waldflöjt 2'        | Basun 16'      |        |
| Sesquialtera II     | Kvint 1 1/3'        |                |        |
| Mixtur V            | Scharf III          |                |        |
| Trumpet 8'          | Fagott 16'          |                |        |
|                     | Hautbois 8'         |                |        |
|                     | Tremulant           |                |        |
|                     | Crescendosvällare   |                |        |

#### Kororgel
- Den nuvarande kororgeln är byggd 1985 av Olof Hammarberg, Göteborg och är mekanisk. Fasaden är byggd 1734 av Daniel Stråhle för Avesta kyrka. Flyttades senare till Falu Missionskyrka och såldes sedan 1983 till Svärdsjö kyrka efter att ha skadats vid en eldsvåda. Där den renoverades från brandskadorna.

| Manual        | Pedal      | Koppel   |  |
| Gedakt 8’     | Subbas 16’ | Man/Ped. |  |
| Fugara 8'     |            |          |  |
| Principal 4'  |            |          |  |
| Rörflöjt 4'   |            |          |  |
| Kvinta 2 2/3' |            |          |  |
| Flautino 2'   |            |          |  |
| Ters 1 3/5'   |            |          |  |

#### Diskografi
- Toner från Svärdsjö kyrka / Lööw, Anton, orgel. LP. Wisa Wislp 563. 1979.

## Galleri

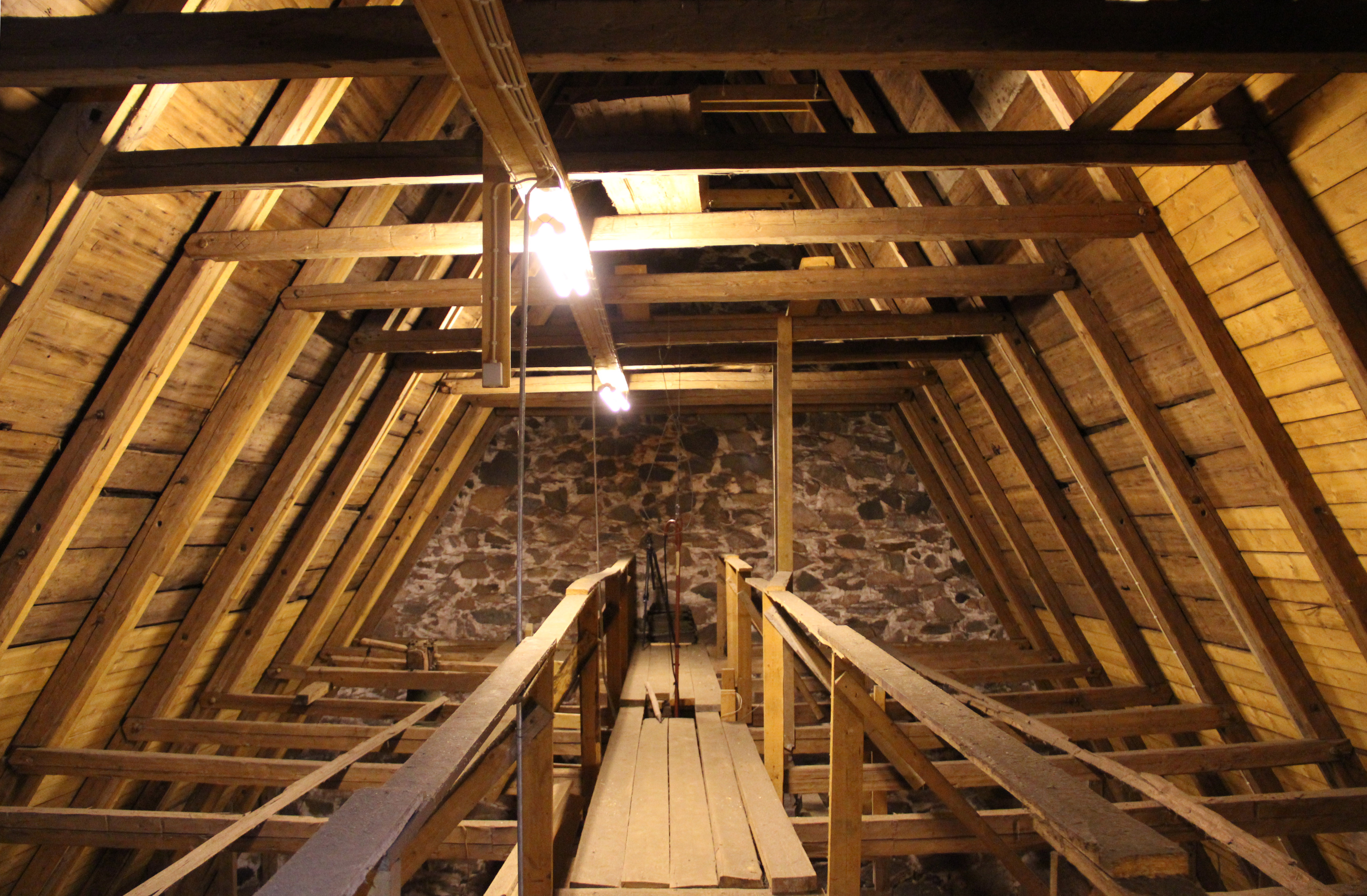
Medeltida taklag